# 75072 Timerskine
75072 Timerskine este un asteroid din centura principală de asteroizi.

## Descriere
75072 Timerskine este un asteroid din centura principală de asteroizi. A fost descoperit pe 14 noiembrie 1999 la Tooele de P. Wiggins și H. Phaneuf. Asteroidul prezintă o orbită caracterizată de o semiaxă mare de 2,31 ua, o excentricitate de 0,08 și o înclinație de 6,1° în raport cu ecliptica.